# Desembarcament de Barcelona
El desembarcament de Barcelona fou un dels episodis de la Guerra de Successió Espanyola, en la qual les forces aliades van intentar prendre la ciutat de Barcelona el 1704.

## Antecedents
Amb la mort sense successió de Carles II de Castella i d'Aragó, en el seu testament s'establia que el seu hereu seria el francès Felip d'Anjou. Tot i haver recolzat altres candidats, tots els països d'Europa van acceptar al nou sobirà, excepte l'emperador Leopold I. El 18 de febrer de 1701 el poble de Madrid, cansat de la qüestió successòria va reconèixer al nou monarca.
En setembre de 1701 es constitueix la Gran Aliança formada per l'Arxiducat d'Àustria, el Regne d'Anglaterra, les Províncies Unides i Dinamarca, declarant la guerra als regnes d'Espanya i Portugal el juny de 1702. El maig de 1703, Portugal es va unir a la Gran Aliança.

## L'intent de desembarcament
El 27 de maig de 1704 un estol de 30 vaixells anglesos i 18 holandesos comandats per l'almirall Roorke i amb Jordi de Darmstadt al front, amb uns 1.200 mariners anglesos i 400 soldats holandesos es presenta davant de la ciutat per prendre-la per la força. Es confiava en els conspiradors i s'esperava un alçament austracista pels implicats en la revolta, però l'acció està mal preparada i la ciutat es posa a les ordres del virrei Francisco Fernández de Velasco, qui va sol·licitar la formació de la Coronela de Barcelona, amb cinc mil homes, per reforçar als set-cents infants i cent vuitanta soldats de cavalleria de la guarnició, entre la ciutat i el castell de Montjuïc. Per això l'estol fuig bombardejant la ciutat el 31 de maig.

## Conseqüències
Coneguda l'existència de l'estol aliat, el 22 de juliol salpava de Toló l'estol borbònic de Lluís Alexandre de Borbó amb 51 navilis, 6 fragates i 5 galeres a l'encontre de George Rooke, que es dirigeix a Gibraltar que pren en la Presa de Gibraltar.
El decantament català es veu cada cop més clar i els aliats, mentre, van actuant per atreure als catalans i envien a Mitford Crowe a Gènova per arrossegar als catalans a la guerra. El 20 de juny de 1705 se signa el pacte de Gènova entre el Regne d'Anglaterra i Catalunya amb l'objectiu d'enderrocar Felip V i fer rei l'Arxiduc Carles, a canvi de mantenir les lleis i institucions catalanes. Anglaterra desembarcarà un exèrcit de 8.000 soldats i 2.000 cavalls més 12.000 fusells per als catalans. Aquests aportarien 6.000 homes que serien armats i pagats pel Regne d'Anglaterra, mentre la companyia d'Osona controlava les comunicacions de Barcelona amb l'interior. Un nou estol desembarca el 22 d'agost i després de la presa de Montjuïc, cau Barcelona, que serà fidel a l'arxiduc fins al final de la guerra.